# Wii Play
Wii Play, društvena videoigra koju je razvio i objavio Nintendo za konzolu Wii i dio je serije videoigara Wii. Na japanskom je tržištu objavljena pod imenom Hajimete no uī ( はじめてのWii) što u prijevodu na hrvatski jezik znači "Tvoj prvi korak u Wiiju". Objavljena je kao lansirna igra za konzolu 2006. u Japanu (2. prosinca), Europi (8. prosinca) i Australiji (7. prosinca), a u Sjevernoj Americi je izašla na tržište 12. veljače 2007. godine. U igri je devet mini-igara, u kojima je strelište slično onome u Duck Huntu, ribolovna igra, biljar i sl., a svaka je dizajnirana tako da može pokazati osobine koje ima kontroler Wii Remote.
Razvijena je kao kompilacija prototipnih igara prvotno prikazanih na izložbi E3 2006. godine. Razvio ju je Nintendo EAD simultano s Wii Sportsom, koji je također sadržavao tehnološke demoe s E3. Igre koje su se pojavile koriste nekoliko aspekata Wii Remotea, poput njegova opažanja rotacije i dubine pokreta putem otkrivanja pokreta i njegova infracrvenog pokazivačkog uređaja.
Igru se može igrati samostalno i u društvu. Igra je postigla veliki komercijalni uspjeh. Peta je po prodavanosti u seriji Wii i 14. po prodavanosti među svim igrama svih vremena. Nastavak je Nintendo objavio 2011. i zove se Wii Play: Motion.; nastavak je najavljen na tiskovnoj konferenciji 12. travnja 2011., zatim je iste godine konvenciji E3 prvi put prikazana te puštena u prodaju lipnja iste godine.